# Goure
Goure è un comune urbano del Niger, capoluogo del dipartimento omonimo nella regione di Zinder.